# 왕릉의 난
왕릉의 난(王凌之亂)은 251년 중국 삼국시대 조위의 태위 왕릉이 사마씨의 발호에 반발해 수춘에서 모반을 일으켰으나 진압된 사건이다.

## 같이 보기
- 수춘삼반
- 관구검의 난
- 제갈탄의 난